# 9001 Слеттебак
9001 Слеттебак (9001 Slettebak) — астероїд головного поясу, відкритий 30 серпня 1981 року.
Тіссеранів параметр щодо Юпітера — 3,547.